# Bruma (labdarúgó)
Bruma, teljes nevén Armindo Tué Na Bangna (Bissau, 1994. október 24.) bissau-guineai származású portugál labdarúgó, a Braga játékosa kölcsönben a Fenerbahçe csapatától.

## Pályafutása

### Klubcsapatokban

#### Sporting
Az União Bissau csapatában kezdet megismerkedni a labdarúgás alapjaival, majd 2007-ben felvételt nyert a portugál Sporting akadémiájára. Az ifjúsági csapatokban több mint 80 gólt szerzett, ennek köszönhetően felkerült 2012-ben a második csapathoz. Augusztus 11-én debütált az UD Oliveirense ellen, kezdőként. December 6-án az União Madeira ellen duplázott.
2013. február 10-én debütált az első csapatban a CS Marítimo csapata ellen 1–0-ra elvesztett találkozón, a 46. percben André Carrillo cseréjeként lépett pályára. Hat nappal később a Gil Vicente ellen megszerezte első gólját. A szezon során 13 bajnokin egy gólt szerzett az első csapatban, míg a tartalékok között 25 mérkőzésen 6 gólt.

#### Galatasaray
2013 szeptemberében sikeresen megállapodott a Sporting és a török Galatasaray csapata egymással az átigazolási feltételekben. Öt éves szerződést írt alá, valamint 10 millió € átigazolási összegben egyeztek meg. Szeptember 13-án az Antalyaspor ellen be is mutatkozott a bajnokságban a 62. percben Emre Colak cseréjeként. Négy nappal később a bajnokok ligájában a spanyol Real Madrid ellen debütált a csoportkörben. Második bajnoki találkozóján a Beşiktaş JK ellen megszerezte első gólját a török klub színeiben. A kupában a Balıkesirspor Kulübü ellen volt első alkalommal eredményes.
2014. január 15-én súlyos térd sérülést szenvedett a Tokatspor elleni kupa találkozón. A külföldi játékosokat korlátozó szabály miatt ebben az időszakban kölcsönbe szerepelt a Gaziantepspor együttesénél, pályára nem lépett.

#### Real Sociedad
A 2015–16-os szezont kölcsönben a spanyol Real Sociedadnál töltötte. 2015. augusztus 22-én a Deportivo de La Coruña ellen mutatkozott be, majd a 85. percben Sergio Canales érkezett a helyére. December 3-án a kupában szerezte meg első spanyol gólját az UD Las Palmas ellen 2–1-re elvesztett mérkőzésen. Egy héttel később a Real Madrid ellen a 18. percben Imanol Agirretxe megsérült és Eusebio Sacristán őt küldte cseréjeként, majd ezt a 49. percben góllal hálálta meg.

#### RB Leipzig
2017. június 14-én az RB Leipzig saját honlapján jelentette be, hogy öt évre írt alá. Augusztus 19-én debütált a Schalke 04 ellen, a 76. percben váltotta Yussuf Poulsent. A következő fordulóban az SC Freiburg ellen megszerezte első gólját, a 80. percben beállította a 4–1-es végeredményt. 2018. január 13-án a Schalke 04 ellen hazai pályán 3–1-re megnyert mérkőzésen a 71. percben Timo Werner passzolt középre a jobb szélről, Bruma  átvette és igazított egyet, majd tizenegy méterről a rövid felsőbe bombázott. Január 27-én harmadik gólját is megszerezte a bajnokságban a Hamburger SV ellen, a 9. percben fejjel volt eredményes. Február 15-én az SSC Napoli elleni Európa-liga mérkőzésen a 74. percben egy kontrát követően játszották ki üres kapura a németek az olaszok védelmét, majd Yussuf Poulsen passzából tudott gólt szerezni Bruma. Március 8-án az orosz Zenyit ellen az 58. percben Werner sarkazásos passzát az ötös bal sarkáról jobbal a bal alsó sarokba lőtte. A mérkőzést hazai pályán 2–1-re nyerték meg. Április 12-én az Olympique Marseille elleni visszavágó mérkőzésen a 2. percben gólt szerzett.

#### PSV Eindhoven
2019. június 28-án három évre írt alá a holland PSV Eindhoven csapatához.

#### Olimbiakósz
2020. október 3-án egy évre szóló kölcsönszerződést kötött a görög Olimbiakósz csapatával, amely opciós jogot szerzett a végleges megvásárlására. A szezon végén nem szerződtették és megnyerték a bajnokságot.

#### Fenerbahçe
2022. június 15-én megállapodtak, hogy a 2022–23-as szezont kölcsönbe a Fenerbahçe csapatánál tölti. 2023. január 20-án két és félévre szerződtették.

#### Braga
2023. január 29-én a szezon hátralévő részébe kölcsönbe került a portugál Braga csapatához.

### A válogatottban
Bekerült a 2012-es U19-es labdarúgó-Európa-bajnokságra utazó portugál U19-es keretbe. A csoportkörben a spanyolok ellen gólt szerzett. A 2013-as U20-as labdarúgó-világbajnokságon 18 évesen vett részt és 5 gólt szerzett, amivel a torna ezüstcipőse lett. A nyolcaddöntőben Ghána búcsúztatta a válogatottat, így 4 mérkőzésen szerzett 5 gólt.
2013-ban két alkalommal is kapott meghívott a felnőtt válogatottba, de egy alkalommal sem lépett pályára. 2017. november 10-én Szaúd-Arábia ellen mutatkozott be Gonçalo Guedes cseréjeként. 2018. október 14-én megszerezte első gólját Skócia ellen 3–1-re megnyert mérkőzésen.

## Statisztika
| Válogatott | Szezon   | Mérkőzés | Gól |
| ---------- | -------- | -------- | --- |
| Portugália | 2013     | 0        | 0   |
| Portugália | 2014     | 0        | 0   |
| Portugália | 2015     | 0        | 0   |
| Portugália | 2016     | 0        | 0   |
| Portugália | 2017     | 2        | 0   |
| Portugália | 2018     | 5        | 1   |
| Portugália | 2019     | 2        | 0   |
| Összesen   | Összesen | 9        | 1   |

## Sikerei, díjai
- Galatasaray SK
  - Török bajnok: 2014–15
  - Török kupa: 2013–14, 2014–15
  - Török szuperkupa: 2016

- Olimbiakósz
  - Görök bajnok: 2020–21

- PSV Eindhoven
  - Holland kupa: 2021–22
  - Holland szuperkupa: 2021

## Család
Testvére, Mesca a Sporting CP és a Chelsea akadémiáján nevelkedett. 2015 augusztusa óta a ciprusi az AÉ Lemeszú játékosa. Unokatestvére, Braima Candé szintén labdarúgó és a görög Kallithéa játékosa.